# Provincia di Skikda
La provincia di Skikda (in arabo سكيكدة) è una delle 58 province dell'Algeria. Prende il nome dal suo capoluogo Skikda. Altre città importanti della provincia sono Tamalous, Azzaba, El Harrouch, Collo. La provincia è suddivisa in 13 distretti e 38 municipalità.

## Popolazione
La provincia conta 898.680 abitanti, di cui 452.392 di genere maschile e 446.288 di genere femminile, con un tasso di crescita dal 1998 al 2008 dell'1.4%.

## Geografia antropica

### Suddivisioni amministrative
La provincia è suddivisa in 13 distretti (daïras), a loro volta suddivisi in 38 municipalità.

1. Distretto di Azzaba • 2. Distretto di Aïn Kechra • 3. Distretto di Ben Azzouz • 4. Distretto di Collo • 5. Distretto di El Hadaiek • 6. Distretto di El Harrouch • 7. Distretto di Ouled Attia • 8. Distretto di Oum Toub • 9. Distretto di Ramdane Djamel • 10. Distretto di Sidi Mezghiche • 11. Distretto di Skikda • 12. Distretto di Tamalous • 13. Distretto di Zitouna

| Distretto      | Comuni                                                                 |
| -------------- | ---------------------------------------------------------------------- |
| Azzaba         | Aïn Charchar · Azzaba · Djendel Saadi Mohamed · El Ghedir · Es Sebt    |
| Aïn Kechra     | Aïn Kechra · Ouldja Boulballout                                        |
| Ben Azzouz     | Ben Azzouz · Bekkouche Lakhdar · El Marsa                              |
| Collo          | Beni Zid · Cheraia · Collo                                             |
| El Hadaiek     | Aïn Zouit · Bouchtata · El Hadaiek                                     |
| El Harrouch    | El Harrouch · Emdjez Edchich · Ouled Hbaba · Salah Bouchaour · Zerdaza |
| Ouled Attia    | Kheneg Mayoum · Oued Zehour · Ouled Attia                              |
| Oum Toub       | Oum Toub                                                               |
| Ramdane Djamel | Beni Bechir · Ramdane Djamel                                           |
| Sidi Mezghiche | Aïn Bouziane · Beni Oulbane · Sidi Mezghiche                           |
| Skikda         | Filfila · Hamadi Krouma · Skikda                                       |
| Tamalous       | Bin El Ouiden · Kerkera · Tamalous                                     |
| Zitouna        | Kanoua · Zitouna                                                       |